# Tiejärvi (sjö i Heinävesi, Södra Savolax)
Tiejärvi är en sjö i kommunen Heinävesi i landskapet Södra Savolax i Finland. Arean är 39 hektar och strandlinjen är 3,99 kilometer lång. Sjön  ingår i Vuoksens huvudavrinningsområde.   Den ligger omkring 98 kilometer nordöst om S:t Michel och omkring 310 kilometer nordöst om Helsingfors. 